# Лешань
Лешань (кит. 乐山, пін. Lèshān) — місто префектурного рівня у провінції Сичуань у Китаї. За даними перепису населення 2010 року, населення становило 3 235 759.

## Географія

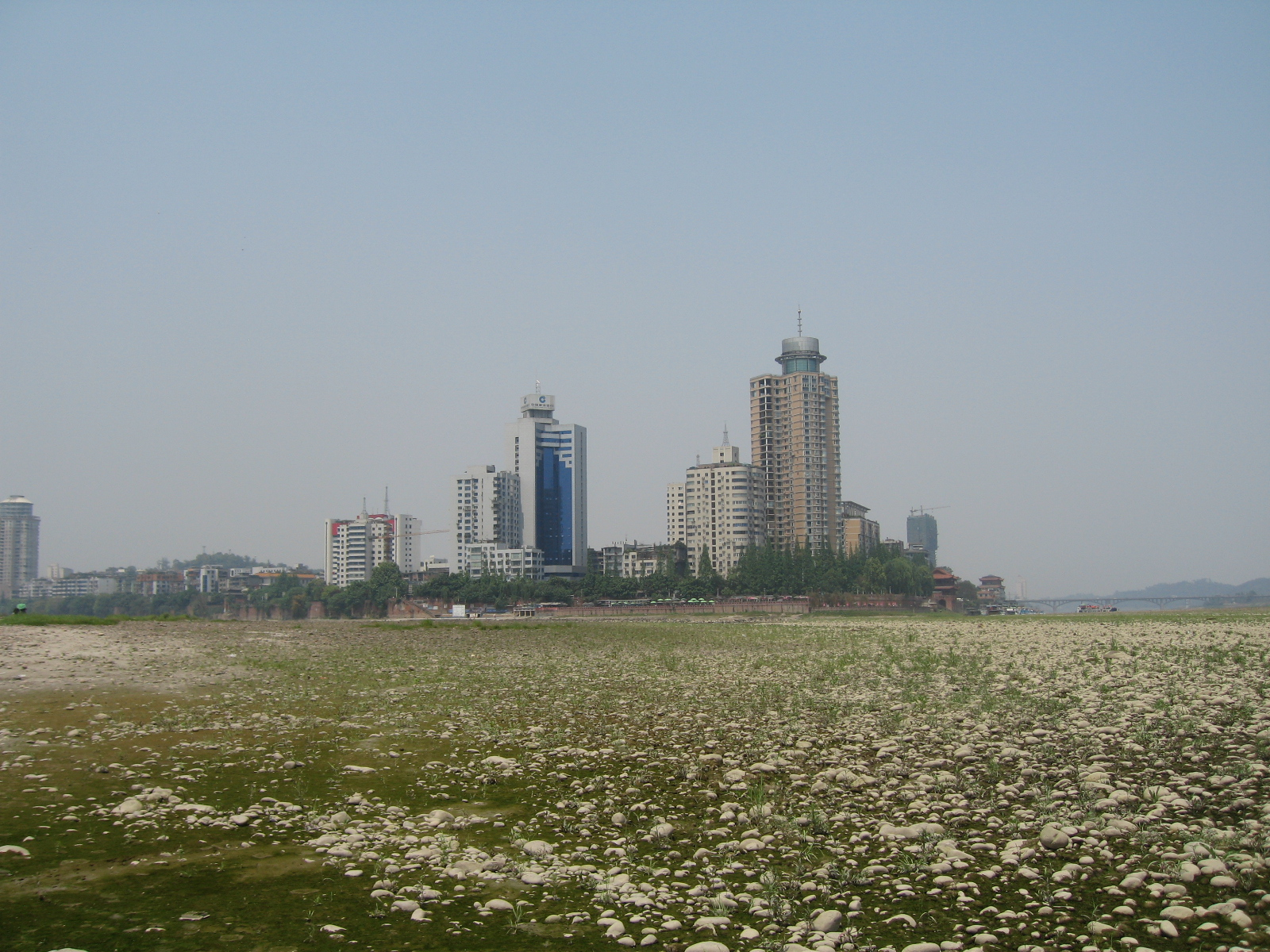
Лешань із річки Дадухе

Лешань розташований на південно-західній межі Сичуанської западини на півдні провінції Сичуань за приблизно 120 км від столиці провінції, міста Ченду біля злиття річок Даду та Мінь

### Клімат
Місто знаходиться у зоні, котра характеризується вологим субтропічним кліматом. Найтепліший місяць — липень із середньою температурою 25.6 °C (78 °F). Найхолодніший місяць — січень, із середньою температурою 6.7 °С (44 °F).
| Клімат Лешаня           | Клімат Лешаня | Клімат Лешаня | Клімат Лешаня | Клімат Лешаня | Клімат Лешаня | Клімат Лешаня | Клімат Лешаня | Клімат Лешаня | Клімат Лешаня | Клімат Лешаня | Клімат Лешаня | Клімат Лешаня | Клімат Лешаня |
| Показник                | Січ.          | Лют.          | Бер.          | Квіт.         | Трав.         | Черв.         | Лип.          | Серп.         | Вер.          | Жовт.         | Лист.         | Груд.         | Рік           |
| Середня температура, °C | 7             | 9             | 13            | 18            | 21            | 23            | 26            | 25            | 21            | 17            | 13            | 8             | 16            |
| Норма опадів, мм        | 15            | 24            | 40            | 77            | 114           | 149           | 325           | 320           | 165           | 85            | 37            | 14            | 1365          |
| ----------------------- | ------------- | ------------- | ------------- | ------------- | ------------- | ------------- | ------------- | ------------- | ------------- | ------------- | ------------- | ------------- | ------------- |
| Джерело: Weatherbase    |               |               |               |               |               |               |               |               |               |               |               |               |               |

## Адміністративний поділ
Міський округ поділяється на 4 райони, 1 місто і 6 повітів (два з них є автономними):
| Карта                                                                                           | Карта      | Карта          | Карта            |
| ----------------------------------------------------------------------------------------------- | ---------- | -------------- | ---------------- |
| ① Ебянь-Ї Мабянь-Ї Емейшань Шавань Мучуань Цзяцзян Шичжун Утунцяо Цяньвей Цзін'янь ① Цзінькоухе |            |                |                  |
| Статус                                                                                          | Назва      | Оригінал       | Населення (2020) |
| Район                                                                                           | Утунцяо    | 五通桥区       | 237 933          |
| Район                                                                                           | Цзінькоухе | 金口河区       | 38 727           |
| Район                                                                                           | Шавань     | 沙湾区         | 144 931          |
| Район                                                                                           | Шичжун     | 市中区         | 814 597          |
| Місто                                                                                           | Емейшань   | 峨眉山市       | 419 107          |
| Повіт                                                                                           | Мучуань    | 沐川县         | 192 313          |
| Повіт                                                                                           | Цзін'янь   | 井研县         | 280 641          |
| Повіт                                                                                           | Цзяцзян    | 夹江县         | 305 441          |
| Повіт                                                                                           | Цяньвей    | 犍为县         | 416 673          |
| Автономний повіт                                                                                | Ебянь-Ї    | 峨边彝族自治县 | 121 554          |
| Автономний повіт                                                                                | Мабянь-Ї   | 马边彝族自治县 | 188 251          |

## Історія
Район сучасного Лешаня був місцем розташування історичного міста Цзядін яке охоплювало не зовсім ту саму територію, що й сучасне місто Лешань. Частина району Лешанського повіту була передана місту Емейшань у 1958 р. У 1978 році Лешань був утворений як місто повітового рівня. У 1985 році було сформовано міський округ Лешань, таким чином Емейшань та інші міста повітового рівня адміністративно увійшли до округу Лешань. До 1978 року місто-округ Лешань мало три райони: Шичжун, Утунцяо і Шавань. Заснування міського кругу на рівні префектури також призвело до розформування адміністративного району Діцю[уточнити], який входив у Лешань, а також інших міст та повітів на рівні округу.

## Культура

### Туристичні пам'ятки

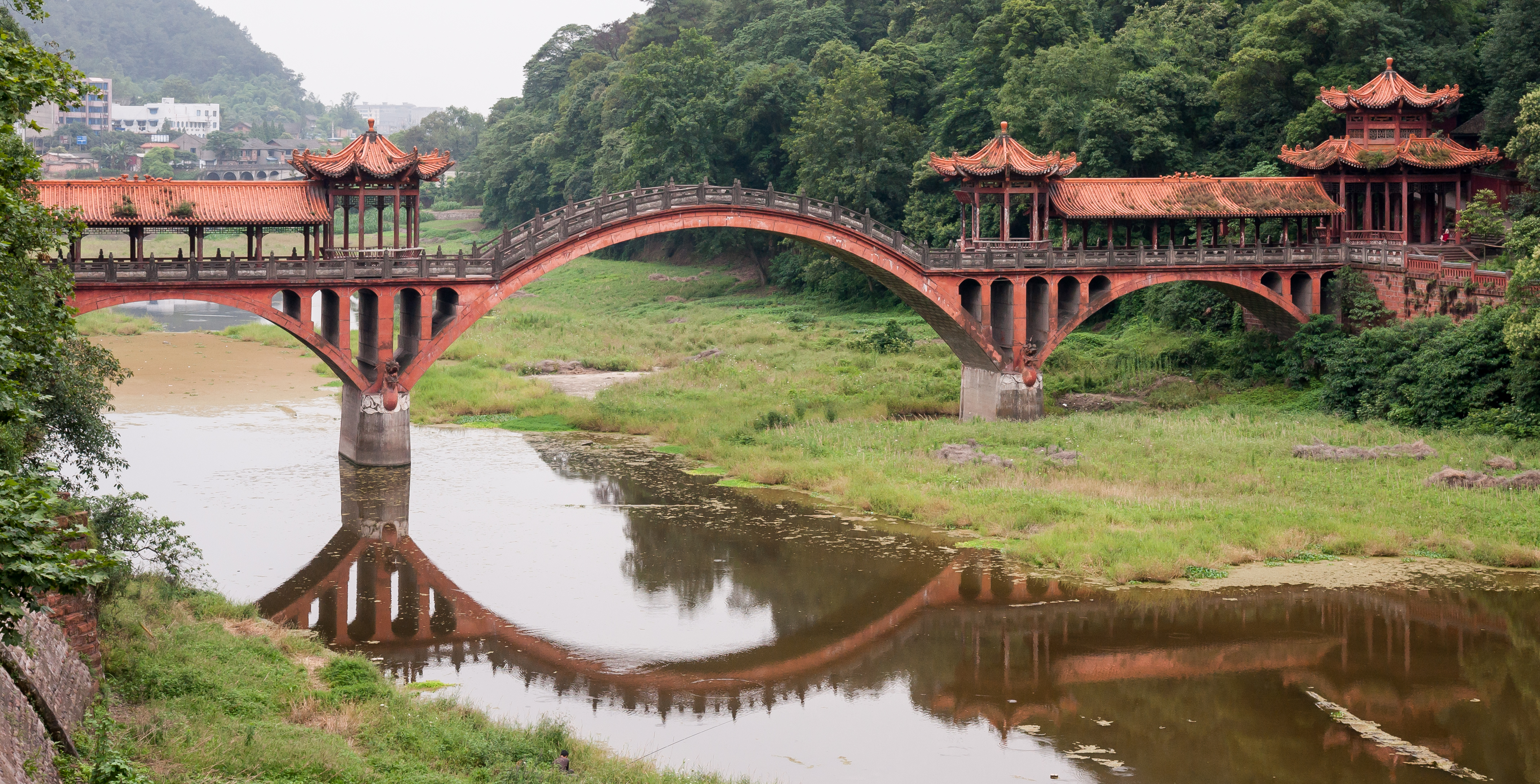
Кам'яний арковий міст у Лешані

У 1996 році мальовничий район гори Емейшань, включаючи Гігантську статую Будди Лешаня, найбільшого у світі різьбленого по каменю Будду, був оголошений ЮНЕСКО об'єктом всесвітньої спадщини. По сусідству з Гігантським Буддою знаходиться Парк Східного Будди, приватний тематичний парк культури, в якому представлені тисячі репродукцій статуй Будди та різьблення на тему буддизму.
Гора Емейшань знаходиться в межах міста Емейшань на повітовому рівні, яке знаходиться під адміністративною юрисдикцією Лешана.
Родовий будинок китайського письменника, академіка і політика Го Можо зберігся в районі Шавань у Лешані.

### Діалект
Лешанський діалект, який є частиною південної мовної системи, сильно відрізняється від діалектів інших міст провінції Сичуань, які належать до північної системи. Деякі дослідники вважають, що вимова лешанського діалекту представляє архаїчну форму китайської вимови.

### Їжа
Перебуваючи в сім'ї сичуанської кухні, Лешан відомий своєю культурою харчування і тим, що включає вуличну їжу з прилеглих районів, що зробило його містом вуличної їжі. Типові фірмові страви включають:
- Малатан (麻辣烫) — гарячий і гострий суп
- Бобоцзі (钵钵鸡) — курка бобо
- Шаокао (烧烤) — вуличне барбекю
- Цяньвей баобін (犍为薄饼) — млинці
- Доуфунао (豆腐脑) — суп з тофу
- Тяньпія (甜皮鸭) — качка
- Цяоцзяо нюжоу (翘脚牛肉) — яловичина по-лешанськи
- Сіба доуфу (西坝豆腐) — тофу

## Транспорт
Є міжміська залізниця Ченду — Мяньян — Лешань та швидкісна залізниця Ченду — Гуйян, що обслуговує Лешань.
Автострада Ченду-Лешань загальною довжиною 160 кілометрів була закінчена 14 січня 2000 року.

## Освіта
Лешанський Нормальний Університет (乐山师范学院) і Лешанський професійно-технічний коледж (乐山师范学院) — два державних вузи, що знаходяться у місті.